# Wilczyce (Petite-Pologne)
Pour les articles homonymes, voir Wilczyce.
Wilczyce est une localité polonaise de la gmina de Dobra, située dans le powiat de Limanowa en voïvodie de Petite-Pologne.